# Enter the Void
Enter the Void és una pel·lícula francesa de drama i fantàstica estrenada l'any 2009. Els protagonistes són Nathaniel Brown, Paz de la Huerta i Cyril Roy; és descrita pel seu escriptor i director Gaspar Noé com un "melodrama psicodèlic". Està escenificada en els ambients de clubs nocturns de Tòquio i la història tracta sobre l'Òscar, un jove narcotraficant nord-americà el qual rep un tret de la policia, però continua veient els fets durant una experiència extracorporal. Està gravada principalment des des del punt de vista del personatge (en primera persona), qui sovint flota sobre els carrers de la ciutat, i ocasionalment inclou a Óscar observant sobre la seva pròpia espatlla quan recorda el seu passat.
Va ser un projecte somiat per Noé durant molts anys i la producció va veure la llum després de l'èxit comercial d'Irreversible (2002), el seu anterior llargmetratge. Enter the Void va ser inicialment finançada per Wild Bunch, mentre Fidélité Fims finalment es va encarregar de la producció real. El càsting inclou gent professional i gent principiant i la pel·lícula va fer un intens ús d'imatges inspirades pel cinema experimental i experiències de drogues psicodèliques. El rodatge va tenir lloc a Tòquio, i va involucrar plans de grua molt complicats. Els coproductors van incloure a l'estudi d'efectes visuals BUF Compagnie, que també va proporcionar les imatges generades mitjançant l'ordinador. La banda sonora és un collage de pop electrònic i música experimental.
Primer es va estrenar un muntatge preliminar al Festival de Cannes 2009, però el treball de postproducció va continuar i la pel·lícula no va ser estrenada a França fins a gairebé un any després. Finalment el film va ser estrenat als Estats Units i Regne Unit al setembre de 2010. La recepció per part de la crítica va estar molt dividida: les ressenyes positives descrivien la pel·lícula com a captivadora i innovadora, mentre les negatives la van descriure com tediosa i pueril. El film no va tenir gaire èxit en taquilla.

## Argument
L'Òscar (Nathaniel Brown) viu a Tòquio amb la seva germana Linda (Paz de la Huerta) i se sustenta a ell mateix venent drogues, sense seguir el consell del seu amic Àlex (Cyril Roy), qui intenta ressituar l'interès de l'Òscar en el Llibre tibetà dels morts, un llibre budista que tracta la vida després de la mort. Els inicis del film són la Linda sortint per anar a treballar (en un local de striptease) i després segueix amb la rutina nocturna de l'Òscar a través de plans subjectius en primera persona, fins i tot incloent foses a negre momentànies que representen els seus parpellejos, amb pensaments interns privats i extenses seqüències d'al·lucinacions psicodèliques.
A continuació, l'Àlex es troba amb l'Òscar a l'apartament i se'n van perquè l'Òscar pugui entregar-li les drogues al seu amic Víctor (Olly Alexander). Durant el trajecte, l'Àlex li explica parts del Llibre tibetà dels morts a l'Òscar: concretament com l'esperit d'una persona morta a vegades roman entre els vius fins que comença a tenir malsons i, després d'això intenta reencarnar-se. Quan arriben a un bar anomenat The Void, l'Òscar hi entra sol i s'asseu davant del Víctor, qui està molt angoixat i murmura "ho sento", just abans que la policia assalti el local. Ràpidament, l'Òscar intenta fugir de la policia, es tanca al bany i intenta descarregar la droga pel vàter. Quan veu que no pot desfer-se de la droga, amenaça cridant que té una arma i dispararà. En resposta, un oficial de la policia obre foc i el fereix, fent-lo caure al terra.
El punt de vista de l'Òscar s'alça i veu el seu propi cos des de dalt; és aleshores quan comença a ser testimoni de la seva pròpia vida en un ordre més o menys cronològic. El seu pares moren en un violent accident automobilístic; l'Òscar i la Linda, tenint-se només l'un a un l'altre, son enviats a diferents cases d'acollida; l'Òscar es muda a Tòquio i guanya diners traficant droga fins que té la possibilitat de portar a Linda a viure amb ell, la qual troba feina com a stripper; l'Óscar augmenta l'abast de les seves operacions de tràfic i comença a utilitzar drogues potents —en particular, DMT—; el Víctor descobreix que l'Òscar es va ficar al llit amb la seva mare a canvi que aquesta li donés diners per poder portar a la seva germana; i finalment, trobem novament a l'Òscar trobant-se amb el Víctor a The Void per vendre-li droga, per acabar ferit en el bany.
Després, l'Òscar incorpori sura sobre Tòquio i observa les repercussions i conseqüències de la seva mort. La Linda està desanimada i deprimida, sobretot després de sotmetre's a un avortament; el traficant de l'Òscar, el Bruno, destrossa les seves pertinences; l'Àlex viu amagat als carrers; i la Linda desitja haver estat amb l'Àlex en lloc del Mario, com el seu germà Òscar hauria desitjat. També, en una ocasió la Linda desitja que l'Òscar ressusciti; aleshores, l'Òscar entra al seu cap i veu el somni que està tenint ella, on ell es desperta al diposit de cadàvers d'on es pren el seu cos per ser cremat.
Mentrestant, el Víctor i la seva mare es criden entre ells perquè ella va tenir sexe amb l'Òscar, i per aquest motiu ell va informar a la policia sobre el seu tràfic de drogues; aleshores, el Víctor és expulsat de la casa dels seus pares. El Víctor visita l'apartament de la Linda i es disculpa per la mort del seu germà, però li diu que ella es també parcialment culpable. Això fa enfadar molt a la germana del difunt, qui crida al Víctor reiterades vegades que se suïcidi.
Ara, la perspectiva cobreix Tòquio des de les alçades i entra a un avió, on la mare de l'Òscar alleta un bebè que representa l'Òscar de petit. Llavors, la vista recau cap a la Linda i l'Àlex, els quals prenen un taxi cap a hotel d'amor i tenen sexe. La perspectiva i punt de vista es mou entre habitacions de l'hotel i observa diverses parelles tenint sexe en diferents posicions. A les diferents escenes es mostra com les parelles que mantenen sexe dins de l'hotel emanen una palpitant lluentor de color rosa dels seus genitals, semblant a electricitat. Aleshores, l'Òscar entra al cap de l'Àlex i és testimoni del sexe que està tenint amb la Linda des del seu punt de vista (el de l'Àlex). Després, viatja cap a l'interior de la vagina de la Linda per observar les penetracions de l'Àlex, és testimoni de l'ejaculació i segueix el semen en la fecundació de l'òvul de la seva germana. L'escena final està filmada des de la perspectiva d'un bebè naixent de la mare de l'Òscar. D'acord al director, això és un flashback cap al naixement d'Òscar en la forma d'una falsa memòria.

## Temàtica
L'experiència cinematogràfica mateixa és en sí l'enfocament principal de la pel·lícula, però hi ha també un tema central: el buit. Noé descriu el tema de la pel·lícula com «el sentimentalisme dels mamífers i la vacuïtat brillant de l'experiència humana». La dramatúrgia i narració després que Óscar hagi estat disparat està vagament basada en el Llibre tibetà dels morts, i culmina amb la cerca de l'esperit d'una manera de reencarnar-se. El director, qui s'oposa a totes les creences religioses, diu que «la pel·lícula és el somni d'algú que va llegir el Llibre tibetà dels morts i va sentir-ne d'ell abans de patir un tret. No és la història d'algú que mor, vola i es reencarna; és la història d'algú que està drogat quan rep el tret i té una entonació del seu propi somni». Noé descriu el final de la pel·lícula com una recol·lecció «del moment més traumàtic de la vida de l'Òscar, -el seu propi naixement». El director també deixa oberta la possibilitat que la vida de l'Òscar comenci una altra vegada en un bucle infinit, degut a la percepció del temps del cervell humà.

## Producció

### Desenvolupament
Segons el director, la idea de la pel·lícula havia anat creixent des de la seva adolescència, quan va començar a interessar-se en temes com la mort i l'existència. Quan tenia poc més de vint anys, i sota l'efecte de fongs al·lucinògens, va veure La dama del Llac, de Robert Montgomery, una pel·lícula de 1947 rodada íntegrament des de la perspectiva de primera persona. Va ser aleshores quan va decidir que, si alguna vegada feia una pel·lícula sobre el més enllà, aquesta seria la forma en què la filmaria. Gaspar Noé va escriure diferents versions del guió durant quinze anys fins que oficialment va entrar en producció. La història havia estat inicialment més lineal, i els projectes d'esborrany s'establien en diferents indrets incloent els Andes, França i Nova York. Finalment, Tòquio va ser la localització escollida, ja que era capaç de proporcionar els mitjans necessaris per als colorits aspectes al·lucinògens necessaris del film. A més a més, Japó també encaixava amb el caràcter dramàtic del film degut a les repressives lleis de drogues que hi ha, explicant la intensa por del protagonista davant la policia.
Noé va intentar finançar la pel·lícula per primera vegada a principis del 2000; tot i que havia rebut una resposta positiva pel guió, i estava sent breument desenvolupada per la companyia alemanya de Tom Tywker's, X-Filme Creative Pool, al final es va considerar un pressupost massa car i no es va tirar endavant. Les expectatives i perspectives van canviar després de l'èxit comercial del film Irreversible, la productora del qual va ser StudioCanal i Wild Bunch va encarregar-se de distribuir-la internacionalment. Tot i això, aquests van considerar el projecte massa car en relació al seu potencial comercial; però Pathé es va oferir a produir la pel·lícula. No obstant això, el desenvolupament va ser lent, per la qual cosa Noé va triar no renovar el seu contracte amb l'estudi quan Canal+ i Wild Bunch, que ja havien finançat i distribuït Irreversible, van dir finalment estaven disposats a finançar també aquest projecte. Enter the Void es va produir finalment per Fidélité Films amb el 70 % del pressupost invertit per Wild Bunch. Els Coproductors francesos van ser Els Cinémas de la Zone, BUF Compagnie i Paranoid Films. Va rebre les prevendes d'inversió de Canal+ i finançament de Eurimages. El suport addicional de coproducció el va proporcionar Essential Filmproduktion d'Alemanya i BIM Distribuzione d'Itàlia. El pressupost total va ser de € 12 380 000.

### Elenc
La decisió d'utilitzar actors de parla anglesa es va prendre aviat. Atès que la pel·lícula seria molt visual, el director va desitjar que l'audiència fos capaç de centrar-se en les imatges i no haver de dedicar gaire temps a mirar els subtítols. Després, va expressar la seva aprovació d'utilitzar veus doblades per als països de parla no anglesa.
El paper de la Linda va ser el primer que va ser escollit i lliurat. Gaspar Noé va trobar a Paz de la Huerta, després d'haver celebrat audicions a Nova York. «Vaig conèixer a la Paz i realment em va agradar. Té el perfil per al personatge perquè a li agrada cridar, plorar, mostrar-se nua completament». Una preocupació i desig important per al director era que la Linda i l'Òscar havien de veure's realment com a germans en la pantalla; és per això que Nathaniel Brown, un actor no professional, va ser aleshores escollit pel seu físic semblat al d'Horta. Noé va témer que un actor professional podria frustrat en ser mostrat gairebé exclusivament per darrere, però va sentir que Brown, un aspirant a director, trobaria estimulant poder estar merament present en el set. Per als papers secundaris va haver audicions celebrades per a occidentals que vivien a Tòquio. Cyril Roy va anar a una audició amb un amic només perquè volia parlar amb el director, ja que era un fan de les seves pel·lícules anteriors, però després Noé li va oferir el paper d'Àlex. Noé va dir sobre Brown i Roy: «La idea d'actuar en una pel·lícula mai els havia entrat en les seves ments. Són gent de molt bona disposició, que passen una bona estona estant davant de les càmeres i crec que no va haver un sol moment en el qual algun d'ells sentís que estava treballant. Paz, per altra banda, va anar sens dubte conscient que estava interpretant un paper».

## Concepció Visual
Noé havia provat diversos al·lucinògens durant la seva joventut i va utilitzar aquelles experiències com inspiració per a l'estil visual. Posteriorment, quan el director ja s'estava plantejant la pel·lícula, va provar el brevatge psicoactiu ayahuasca, el principi actiu del qual es DMT. Això ho va fer a la selva peruana, on la infusió és legal degut al seu ús tradicional. Noé va descriure l'experiència com a molt intensa, i va dir que la considerava "gairebé com una investigació professional". Com que pocs membres de l'equip de disseny havien provat mai un al·lucinògen, era necessari que Noé recopilés i proporcionés referències visuals en forma de pintures, fotografies, vídeos i extractes de pel·lícules. Una referència que va utilitzar van ser els traballs del biòleg Ernst Haeckel, els dibuixos del qual van influir en els patrons orgànics vistos durant les visions de l'Òscar.
| "No hi ha res radicalment nou, vaig agafar algunes tècniques o models narratius que ja estaven fets per altres pel·lícules, però les vaig utilitzar de manera obsessiva". |
| Gaspar Noé entrevistat a Libération |

Una altra influència estilística va ser l'obra experimental de Kenneth Anger i, en particular, el curtmetratge experimental "Inauguration of the Pleasure Dome" (1954). Noé va veure les pel·lícules d'Anger a principis de la dècada de 1990, mentre promocionava el curtmetratge "Carne" (1991), i ràpidament es va convertir en fanàtic. Altres influències del cinema experimental van incloure les obres de Jordan Belson i Peter Tscherkassky. La pel·lícula preferida de Noé, 2001: una odissea de l'espai, va ser la influència més destacada entre les pel·lícules convencionals; Noé va voler convertir-se en cineasta després de veure el llargmetratge a l'edat de set anys."Snake Eyes" (1998) de Brian de Palma, i altres pel·lícules que presenten preses aèries flotants, van inspirar a Noé a fer una gran pel·lícula en gran part des d'aquesta perspectiva.
Hi havia dues raons per mostrar les espatlles i el cap de l'Òscar durant les escenes de flashback, en comptes de deixar que la càmera fos els ulls del personatge. La primera, va ser que així és com Noé sol veure's a ell mateix als somnis i al recordar fets passats. També va pensar que seria més fàcil per a l'espectador preocupar-se per un personatge que fos visible.

### Filmació
La filmació va començar el 19 d'octubre de 2007 i l'equip va filmar durant 3 mesos les escenes d'estudi, les quals van ser filmades a Tòquio, als Estudis Toho. Després d'això, durant la primavera de 2008 es va filmar durant 4 setmanes a Montreal per fer els flashbacks. Després d'haver acabat les preses principals, l'equip va tornar a Tòquio dues vegades més per a escenes addicionals, on només quatre persones del set eren franceses, i la resta eren japoneses
Les localitzacions que es van utilitzar van ser Kabukichō y altres parts de Shinjuku. Com gran part del film es va desenvolupar a barris coneguts pel joc i la prostitució, els productors de la pel·lícula van fer acords amb els sindicats del crim de Yakuza abans de gravar algunes de les escenes als llocs. A la producció real no van participar organitzacions criminals.
Més escenes de les que estava originalment planejat van haver de ser rodades a l'estudi degut a la complicada disposició de les grúes i algunes seqüències van significar un dia complet d'organització i filmació. Les escenes on l'Òscar està viu van ser rodades principalment a la localització real, però les preses de grua, com ja hem dit, es van fer exclusivament a l'estudi. Això va fer que s'haguessin de revisitar algunes localitzacions, les quals van ser replicades com a sets interiors.També va haver algunes preses que es van fer amb helicòpters sobrevolant la ciutat. Es va dedicar molta atenció a la continuïtat geogràfica i un supervisor de l'equip d'efectes visuals va supervisar la filmació
La pel·lícula va ser rodada principalment amb meterial de pel·lícula Kodak Vision3 250D. Les escenes on l'Òscar està viu es van rodar en format Super 35 amb càmeres Arricam LT; la resta es va rodar en Super 16 amb una Aaton XTR Prod.
El director de fotografia va ser Benoît Debie, qui també va encarregar-se de filmar Irreversible. Moltes escenes exteriors, tot i que fossin rodades a altes hores de la nit, no requerien molt treball addicional d'il·luminació a causa dels la quantitat de rètols de neó de Tòquio. No obstant això, la il·luminació general era molt més complicada que a Irreversible, en part perquè els estats d'ànim dels personatges els havien d'indicar els diferents colors, que anaven del taronja al morat, ocasionalment amb alguns verds. Per a això, Debie va utilitzar un conjunt de llums de discoteca programables de colors vermells, verds i blaus, que permetien tots els tons diferents; a més, aquest tipus de llum era fàcil d'amagar. També es van utilitzar per la simulació de flaixos de neó i per afegir a les escenes dels camerinos un tintat vermell. El color lbau es va evitar perquè no l'associaven amb els somnis. Les tècniques d'il·luminació incloïen automatitzat d'il·luminació i escenes amb llums estroboscòpiques, amb la qual cosa el director de fotografia va ser capaç d'augmentar el temps d'exposició de la pel·lícula. Noé era l'operador de càmera de la pel·lícula, excepte algunes preses de l'Òscar corrent pels carrers, ja que es necessitava a algú més alt; en aquestes escenes, era Debie qui sostenia la càmera.

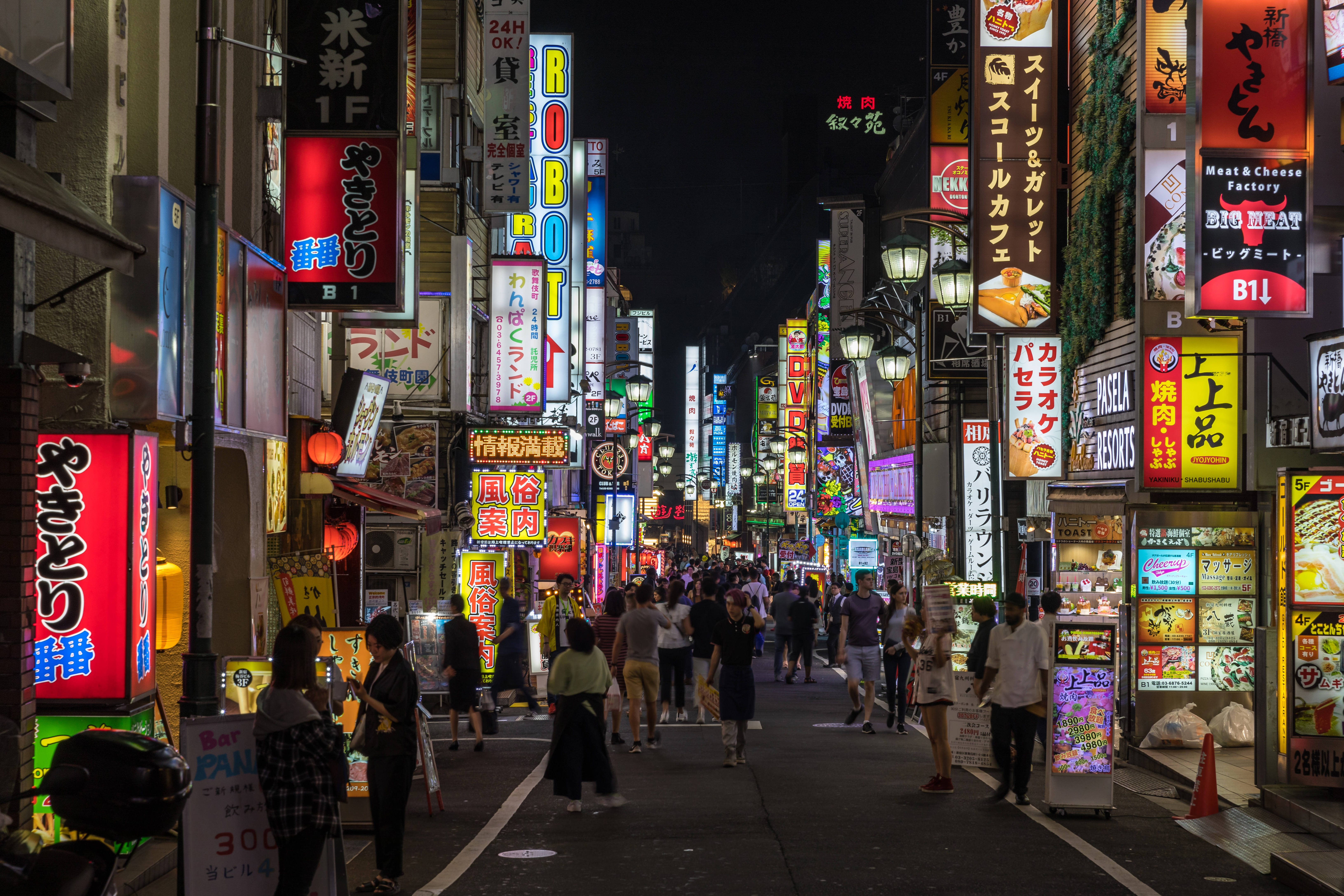
Carrer de Kabukicho.

Tot i que es disposava d'un guió de 100 pàgines, hi havia molt poc diàleg escrit perquè només es detallava l'evolució de la trama i molts dels aspectes visuals, de tal manera que als actors se'ls va demanar improvisar les seves línies. Noé va explicar el què era per ell la direcció: «Per a mi, la direcció d'actors és només trobar a les persones adequades i posar-les en l'humor ideal dins del set i després deixar-los fer. […] Crec que l'energia ha de venir en el plató en a últim moment».
Les visions van ser inspirades per les experiències properes a la mort i les al·lucinacions induïdes per DMT. Thomas Bangalter, més conegut com a membre de la banda Daft Punk, va ser el director d'efectes de so. Marc Caro va treballar com a supervisor d'escenografies.

### Postproducció
El procés de postproducció d'Enter the Void va durar més d'un any. Els efectes especials van ser dirigits per Pierre Buffin de la companyia francesa d'efectes visuals BUF Compagnie. Cada escena de la pel·lícula inclou imatges generades per ordinador (CGI), fins i tot les escenes de flashback, on els fons van ser alterats digitalment. Les escenes de l'estudi, les preses d'helicòpter i les imatges generades per ordinador es unir totes en les seqüències flotants amb la intenció que l'espectador no pogués determinar quina era quina. Per a les preses des de grans alçades, l'equip va començar utilitzant imatges de vídeo en helicòpter; després, van crear models informàtics dels barris amb textures de fotografies. Les llums de neó, els reflexos i les àrees fosques estaven accentuats constantment. Els parpallejos es van crear mitjançant una mena de desenfoc de moviment, aberracions cromàtiques i efectes d'enfocament. Per les escenes vistes com a través d'una lent ull de peix, l'equip va recrear els decorats digitalment i van augmentar progressivament els valores de reflexió dels entorns junt amb l'efecte de la lent.
Noé inicialment va demanar al membre de Daft Punk, Thomas Bangalter, qui ja havia compost la música d'Irréversible, que creés una banda sonora per Enter the Void. Bangalter va haver de refusar-ho, perquè estava ocupat treballant a Tron: Legacy. Tot i això, com a compromís, va proporcionar a Noé uns quants sorolls ambientals i mostres de música experimental ja existent, a partir de les quals Noé va fer una compilació del que imaginava com "una voràgine de sons". Bangalter apareix als credits com a director d'efectes de so, i a la pel·lícula hi apareix el seu tema "Désaccords", compost originalment per a Irréversible.
Una de les fonts d'inspiració per la banda sonora va ser "Revolution 9" dels Beatles, un collage sonor que Noé descriu com una obra "on captes el principi d'una nota, o d'una melodia, i després ja estàs a un altre lloc". Els dos temes musicals principals de la pel·lícula són "Freak", el qual es reprodueix durant els crèdits inicials i és del grup electrònic britànic LFO; l'altre tema és una gravació de Delia Derbyshire de "Air on the G String" de Johan Sebastian Bach, que funciona com a tema de la infància de l'Òscar i la seva relació amb la Linda. Durant el primer viatge de l'Òscar ocasionat pel DMT, s'esconta una cançó de la banda britànica Coil. Quan l'Òscar intenta entregar-li drogues al Víctor al bar, sona la cançó "Hamburguer Lady" de Throbbing Gristle. La banda sonora també inclou extractes de gairebé totes les parts de les dues composicions de Jean-Claude Éloy, Shânti i Gaku-no-Michi. Altres cançons que també apareixen al film són "Music for Baby" d'Alvin Lucier i obres de Denis Smalley, Lullatone i Zbigniew Karkowski.
Quan la pel·lícula es va estrenar a festivals de cinema, inicialment es va mostrar una versió sense credits. Com diverses persones a les projeccions es van queixar de la duració de la pel·lícula, Noé va decidir que si la versió final tenia alguns títols inicials, haurien de ser "el més ràpids i gràfics possibles". Van contractar per fer el logotip del títol al cineasta experimental alemany Thorsten Fleisch, a qui Noé va descobrir a través de la seva pel·lícula Energie! (2007), per la que va desenvolupar la tècnica dels destells animats.

## Estrena
Una versió de 163 minuts de la pel·lícula va participar en la competició principal del Festival de Cannes 2009. A la versió de Cannes li faltava gran part del disseny de so de la pel·lícula final i algunes efectes visuals no estaven totalment al seu lloc. Noé va dir sobre la versió de Cannes: «La pel·lícula va ser com un bebè de tres mesos. El vaig treure del meu ventre per mostrar-ho, afalagat per la invitació Thierry Frémaux, però encara estava en gestació. Així que el vaig haver de posar de nou en el meu ventre, per ajustar molts detalls».
Al llarg de l'any es van realitzar projeccions de versions posteriors a diferents festivals internacionals de cinema, com Tornonto, Sitges, Londres i Estocolm. El tall final de 154 minuts es va estrenar en l'any 2010 al Festival Sundance i va ser estrenat a les sales franceses el maig de 2010 a través de Wild Bunch Distribution amb el nom anglès del film. Deu dies més tard es va estrenar al Japó. Quan es va estrenar a Cannes, la pel·lícula va presentar-se amb el seu nom orinigal en francès Soudain le vide, que significa "de sobte, buit".

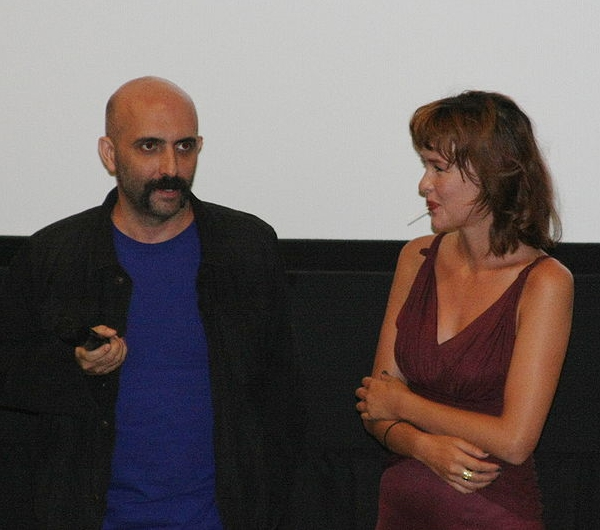
Gaspar Noé i Paz de la Huerta contestant preguntes sobre la pel·lícula al Festival Internacional de Cinema de Toronto.

Els drets de distribució per als Estats Units van ser obtinguts a Sundance per IFC Films. Trinity Filmed Entertainment va ser el distribuidor britànic. The film was released in the United States and the United Kingdom on 24 September 2010. La pel·lícula es va estrenar als Estats Units i a Regne Unit el 24 de setembre de 2010. A ambdós països, el film es va distribuir sense el setè dels seus nou carrets; per tant, el temps de la pel·lícula era de 137 minuts a 25 fotogrames per segon. Noé deia que cap dels materials tallats era essencial per a la pel·lícula i ho descriu com "algunes astro-visions, una escena d'orgia amb la Linda i la noia japonesa, l'escena on veurs a l'Òscar despertar-se al dipòsit de cadàvers pensant-se que està viu però en realitat no ho està, i després la càmera se'n va pel desaigüe on ella hi tira les seves cendres." La raó per la qual es va fer la versió més curta va ser que Noé va prometre als inversionistes fer una edició alternativa si la pel·lícula acabada durant més de dues hores i vint minuts. El film va ser llançat en DVD i Blu-ray Disc a França l'1 de desembre de 2010 i cada edició presenta tant la versió completa com la versió més curta.Festival Internacional de Cinema de Toronto

## Crítiques
Les ressenyes franceses van ser variades. Thomas Sotinel de Le Monde va començar recordant la irritació que la pel·lícula va provocar amb la seva estrena mundial a Cannes, i va comparar la versió que havia vist allà amb la versió final: «Amb tota honestedat, la diferència no salta als ulls. Per descomptat, la pel·lícula sembla més consistent, però pot ser a causa que ja hem recorregut aquest laberint anteriorment. En sortir, podem seguir estant tranquils, però encara em sorprèn la mescla d'innovació exuberant i puerilitat». Va venir una crítica positiva de l'Express, escrita per Laurent Dijan, qui va comparar la pel·lícula amb 2001: una odissea de l'espai. Va aplaudir el fet que les llums estroboscòpiques hipnotitzessin d'una manera que influïa en la percepció del temps: "el 2010, cap altre cineasta (a França) a part de Gaspar Noé pot rodar amb tanta tècnica, ni arrossegar-nos unes sensacions tan vertiginoses".
D'altra banda, el crític de Ouest-France va estar immensament avorrit amb la pel·lícula: «Un farciment de les idees simples, estereotips i clixés en un munt d'imatges artificials, que es donen en va per millores tècniques. Cinema soporífer». Després del llançament japonès, el crític que escriu per The Japan Times va reflexionar: «Si Lost in Translation és la pel·lícula que es fa quan l'única cosa que se sap sobre el Japó són les trobades amb periodistes mimats en hotels de 5 estrelles a Shinjuku, Enter the Void és el que vostè faria si mai va anés enllà del pub Roppongi en moviment». Mentre que les ressenyes van ser en gran part negatives, l'autor encara estava impressionat per la representació visual de la capital japonesa: «Visualment, la major part de la pel·lícula és impressionant […] i el disseny de Marc Caro (Delicatessen) porta l'amor pel cridaner neó de Tòquio a un extrem surrealista».
Enter the Void té un índex d'aprovació del 71% al lloc web de ressenyes Rotten Tomatoes, segons 91 ressenyes en anglès, amb una mitjana de 6.73/10 de classificació. El consens dels crítics del lloc web diu el següent: "Brut i psicodèlic, Enter the Void porta al pública a través d'una experiència extracorporal amb l'ull per als extrems i la màgia tècnica que els fans de Gaspar Noé esperen". A Metacritic, la pel·lícula té una puntuació de 69 sobre 100, basada en 19 crítics, la qual cosa ens indica que són crítiques generalment favorables.
El crític Peter Bradshaw, de The Guardian, va incloure el film entre les 50 millors pel·lícules de la dècada, i li va donar cinc estrelles de cinc. Ho va comparar amb Irréversible, la qual no li havia agradat: "Enter the Void és, a la seva manera, tan provocativa, tan extrema, tan boja, tan escandalosa com un calvari [.] ... Però tot i el melodrama i pedanterioa freudiana boja, té un propòsit humà el qual la pel·lícula anterior no tenia, i la seva brillantor és magnífica. ... L'estimis o l'odiis -i he fet ambdues coses- Gaspar Noé és un dels pocs directors que realment està intentant fer alguna cosa nova, lluitant amb els límits del que és possible."
Andrew Male va qualificar el film amb un 2 de 5 a Empire (revista). Male el va qualificar de "tècnicament impressionant", però també "fatalment actuat, tediosament profund i dolorosament massa llarg", i també va acusar al director de missoginia. Karina Longworth de The Village Voice tenia diversos pensaments sobre la pel·lícula. Pensava que als personatges els faltava profunditat emocional i va nombrar la història com "una fusió poc convincent d'un estil de vida fumeta, fetitxe sexual i investigació filosòfica", però tot i això la ressenya va acabar així: "Podria mirar aquesta pel·lícula durant dies i no cansar-me de la sensació. Una barreja del que és sagrat, del que és profà i de la mort del cervell, Enter the Void és adictiu". Jen Chaney de The Washington Post pensava que la pel·lícula va tenir èxit com "un intent de transportar als espectadors a una situació al·lucinatòria, amb una versió del més enllà de tot el que hagin pogut veure en altres films".
En una enquesta de crítics internacionals realitzada per la BBC el 2016, tres crítics van incloure Enter the Void com una de les millors pel·lícules cinematogràfiques des dels 2000.

### Taquilla
La pel·lícula va ser un fracàs financer; segons Wild Bunch, el febrer de 2011 la pel·lícula havia retornat l'1,25% de la inversió. A França es van vendre 51126 entrades en total. El productor Brahim Chioua va dir que la pel·lícula havia estat difícil de vendre a l'estranger per un preu raonable a causa de la crisi financera de finals dels anys 2000. The Numbers va informar que els ingressos mundials corresponien a 1.467.278 dòlars.

### Reconeixements
Enter the Void va guanyar el premi especial del jurat i el premi a la millor fotografia al Festival de cinema de Sitges l'any 2009. També va rebre el premi principal a la millor pel·lícula al Festival de Cinema de Neuchâtel l'any 2010. Això va agradar a Noé, ja que un dels membres del jurat a Neuchâtel era Douglas Trumbull, el supervisor d'efectes especials del film 2001: una odissea de l'espai.